# モバ☆スタ
『モバ☆スタ』（モバスタ）は、2006年6月から東北6県でのブロックネットで放送されていたミヤギテレビ製作のミニ番組（4分程度の広告番組）。NTTドコモ東北の提供で、仙台の女性ローカルタレント4名による寸劇を挿みながらドコモの携帯電話に関する情報を伝えていた。
続編として、2007年7月1日から同年9月30日まで『モバ☆スタ2.0』が放送されていた。

## 出演者
出演者は、全員仙台SOSモデルエージェンシー（現・モラドカンパニー）に所属している（していた）ローカルタレントである。
- きぬ
- 佐藤亜耶
- 鈴木菜月（当時SPLASHメンバー）
- 佐藤渚

## 放送局
| 放送対象地域 | 放送局         | 系列           | 放送日時           | 備考       |
| ------------ | -------------- | -------------- | ------------------ | ---------- |
| 宮城県       | ミヤギテレビ   | 日本テレビ系列 | 日曜 23:26 - 23:30 | 製作局     |
| 青森県       | 青森放送       | 日本テレビ系列 | 日曜 23:26 - 23:30 | 同時ネット |
| 岩手県       | テレビ岩手     | 日本テレビ系列 | 日曜 23:26 - 23:30 | 同時ネット |
| 山形県       | 山形放送       | 日本テレビ系列 | 日曜 23:26 - 23:30 | 同時ネット |
| 秋田県       | 秋田放送       | 日本テレビ系列 | 月曜 24:26 - 24:30 |            |
| 福島県       | 福島中央テレビ | 日本テレビ系列 | 土曜 24:50 - 24:54 |            |

## モバ☆スタ カフェ
2006年7月29日（土）と30日（日）、一番町アーケードで番組出演者（佐藤亜耶・鈴木菜月・きぬの）によるトークショーと、当時鈴木菜月がメンバーを務めていたSPLASHによるライブイベントが行われた。